# François Barnole
François Barnole, journaliste, reporter, documentariste et réalisateur, né le 6 novembre 1932 à Perpignan, mort le 27 juin 1992 à Bois-Colombes.
François Barnole a réalisé un grand nombre de reportages et de courts-métrages sur divers faits de société, notamment pour l'ORTF, Pathé et le journal télévisé.

## Filmographie
(Liste non exhaustive de quelques-unes des réalisations de François Barnole)
- 1958 : "Le président Coty visite l'exposition "58" à Bruxelles", reportage à Bruxelles.
- 1958 : "Discours de De Gaulle du 4 septembre reçu à Alger par la TV", reportage parmi les auditeurs qui écoutent le général De Gaulle à la radio.
- 1959 : "Mariage samedi dernier", entretiens avec trois jeunes couples dans le cadre de l'émission Cinq colonnes à la une.
- 1959 : "Du trombone", reportage traité avec humour, est consacré au trombone à coulisse avec la collaboration de Léon Zitrone et Claude Darget.
- 1959 : "Le drame de Fréjus", reportage effectué quelques heures après la catastrophe de Fréjus à la suite de la rupture du barrage de Malpasset.
- 1959 : "Hommage à Gérard Philipe", Reportage parmi la foule rendant un dernier hommage à la suite du décès de Gérard Philipe.
- 1960 : "Au sujet du film de Verneuil "Le Président"", entretiens avec Henri Verneuil et Jean Gabin.
- 1961 : "Après l'explosion au Sahara de Gerboise rouge", entretien avec un général, médecin militaire sur les conséquences des expérimentations à Reggane en Algérie.
- 1961 : "Tournage film de René Clair : "Tout l'or du monde"", entretiens avec René Clair, Bourvil et Alfred Adam.
- 1961 : "La belle américaine", reportage sur le tournage du film de Pierre Tchernia et Robert Dhéry, entretiens avec Tchernia, Dhéry et Colette Brosset.
- 1961 : "Procès marie Besnard Pottecher frédéric", Chronique de Frédéric Pottecher rendant compte du déroulement du procès de "l'empoisonneuse de Loudun", Marie Besnard.
- 1961 : "Interview de Jean Cau", entretien avec Jean Cau, prix Goncourt 1961.
- 1961 : "Le "France" rejoint son port d'attache", reportage au Havre pour l'arrivée du paquebot France.
- 1962 : "Mort de Pierre Benoit", hommage de Marcel Pagnol à Pierre Benoit.
- 1962 : "Les Princes de la cancha", présentation de la pelote basque par François Barnole et Jacques Villa
- 1964 : "Trois cent cinquante mille hommes sur la voie", reportage coréalisé avec Jean Bescont, dans les coulisses des chemins de fer, sur la ligne du Sud Express qui relie Paris à Irun.
- 1964 : "Sheila", interview de la chanteuse Sheila lors de sa première tournée en France.
- 1964 : "Prix Goncourt et Renaudot", François Barnole interroge Georges Conchon qui vient d'obtenir le prix Goncourt.
- 1964 : "Béjart met en scène "La damnation de Faust"", reportage sur le ballet "La Damnation de Faust", chorégraphie de Maurice Béjart.
- 1971 : "Fernandel", interview de Fernandel qui parle de son ami Bourvil mort en 1970.